# Subvenció de la premsa de Luxemburg
La subvenció de la premsa de Luxemburg (en luxemburguès, Staatlech Pressehëllef) ve donada pel govern als diaris de Luxemburg sota la Llei del 13 d'agost de 1998 sobre la promoció de la premsa escrita. Es concedeixen automàticament a tots els diaris d'interès general publicats almenys una vegada a la setmana que tenen personal a temps complet d'almenys cinc periodistes i que els seus anuncis constitueixen menys del 50% del diari.
El pressupost total va ascendir a 7.754.499 € el 2009. Una tercera part de la subvenció total es distribueix uniformement entre els diaris qüalificats, amb els altres dos terços són proporcionals al nombre de pàgines. Tots els diaris, excepte el Luxemburger Wort que té major vendres, depenen de la subvenció de la premsa per sobreviure.
A més, els diaris rebien una subvenció indirecte per una taxa preferencial postal, un límit de publicitat a la televisió i la ràdio i un impost sobre el valor afegit reduït al 3%.